# کیلدیر (اکلاهما)
کیلدیر(به انگلیسی: Kildare) شهری در ایالت اکلاهما کشور ایالات متحده آمریکا است که جمعیت آن در سرشماری سال ۲۰۱۰ میلادی، ۱۰۰ نفر بوده‌است.